# Suhpalacsa princeps
Suhpalacsa princeps is een insect uit de familie van de vlinderhaften (Ascalaphidae), die tot de orde netvleugeligen (Neuroptera) behoort. 
Suhpalacsa princeps is voor het eerst wetenschappelijk beschreven door Gerstäcker in 1894.